# Sommerloch (bei Bad Kreuznach)

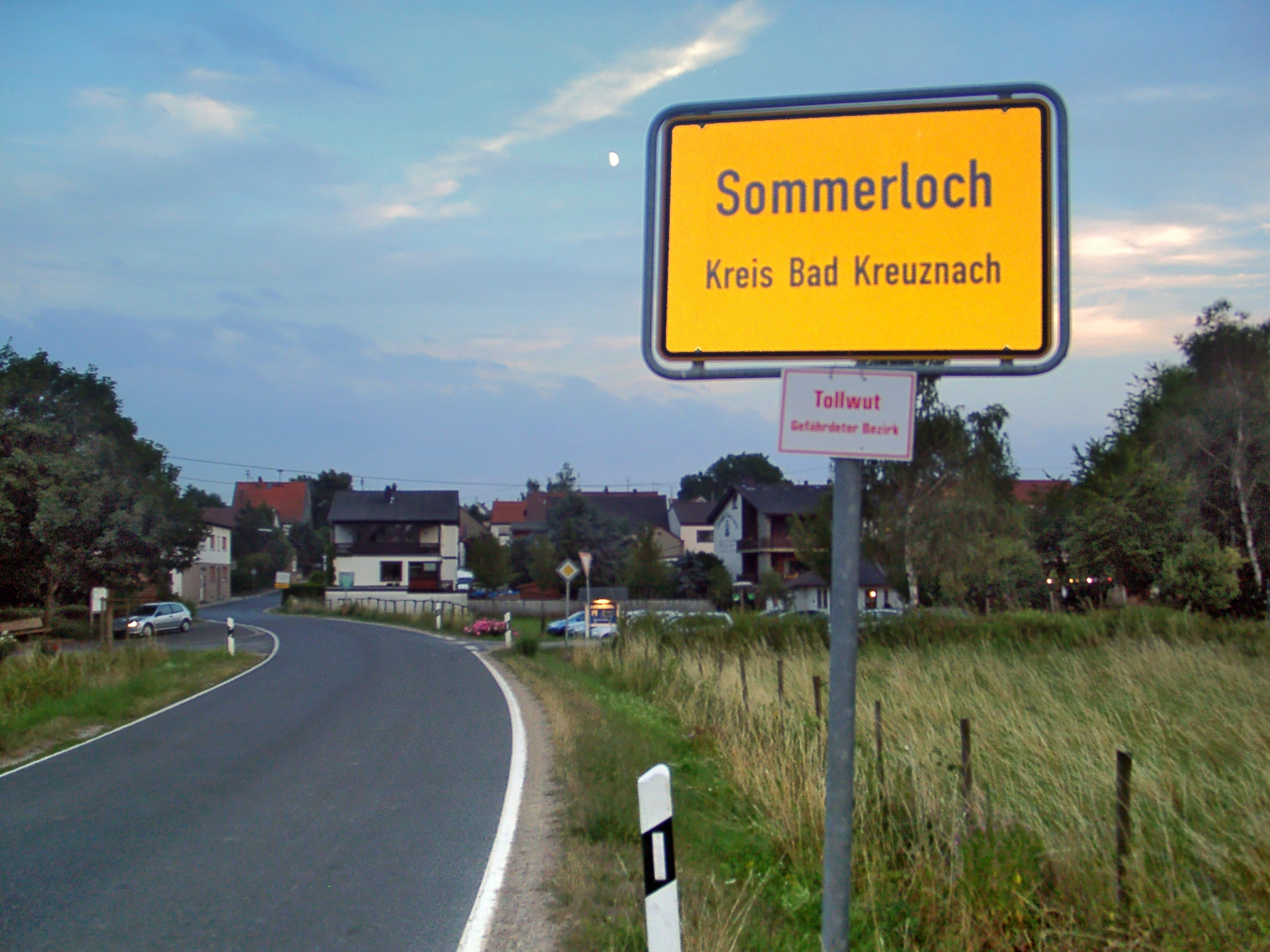
Ortsschild

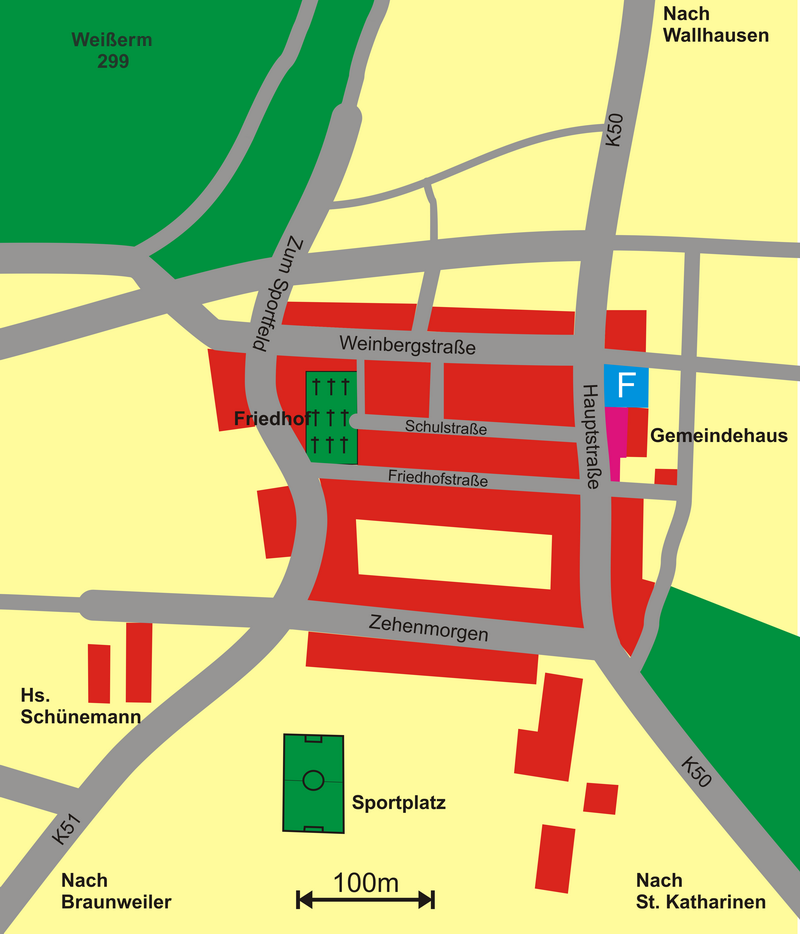
Ortsplan nach einem Foto von 2005

Sommerloch ist eine Ortsgemeinde im Landkreis Bad Kreuznach in Rheinland-Pfalz. Sie gehört der Verbandsgemeinde Rüdesheim an.

## Geographie
Sommerloch liegt nordwestlich von Bad Kreuznach in der Nähe des Nahetals, am Rand des Soonwalds inmitten von Weinbergen. Sieben Winzer bauen auf rund 100 Hektar Weinreben an.
Den Ortsmittelpunkt bildet die Filialkirche St. Ägidius von 1789. Nachbargemeinden sind Sankt Katharinen, Braunweiler und Wallhausen.
Zu Sommerloch gehört auch der Wohnplatz Haus Schünemann.

## Geschichte
Die älteste erhaltene Erwähnung, als Sumerlachen in einem Güterverzeichnis des Klosters Rupertsberg bei Bingen, stammt von 1158. Der Name bezeichnet ursprünglich eine feuchte Mulde. Daher hat der Ort, wiewohl zur sommerlichen Saure-Gurken-Zeit aufgrund seines Namens von Medienvertretern aufgesucht, nichts mit einem Loch des Sommers zu tun. Aus Sommerloch stammt auch der älteste schriftliche Nachweis für den Weinbau in der Region: Ein Güterverzeichnis der Herren von Weyerbach nennt einen wingert in Summerlachen.
Der Ort gehörte zur Herrschaft Dalberg. Diese hatte zunächst die adelige Familie von Weyerbach als Lehen des Bischofs von Speyer inne. Noch im 14. Jahrhundert starb die Familie aus und wurde von der Familie der Kämmerer von Worms, später von Dalberg, beerbt. 1390 oder 1400 befand sich die Herrschaft Dalberg endgültig im Besitz der neuen Herren. 1478 kam es zu einem Gebietstausch der Kämmerer von Worms genannt von Dalberg mit dem benachbarten Grafen von Zweibrücken-Bitsch, bei dem Sommerloch an Letzteren fiel. Allerdings erlangten die Dalberger das Dorf 1492 als Lehen von Zweibrücken-Bitsch zurück und es gehörte fast bis zum Ende des alten Reiches den Dalbergern. Erst 1784 verpfändeten sie es für 36.000 Gulden, was zu erheblichen, aber nutzlosen Protesten der Bevölkerung führte.
Bevölkerungsentwicklung
Die Entwicklung der Einwohnerzahl der Gemeinde Sommerloch, die Werte von 1871 bis 1987 beruhen auf Volkszählungen:
| Jahr | Einwohner |
| ---- | --------- |
| 1815 | 175       |
| 1835 | 268       |
| 1871 | 233       |
| 1905 | 261       |
| 1939 | 264       |
| 1950 | 319       |
| 1961 | 331       |

| Jahr | Einwohner |
| ---- | --------- |
| 1970 | 349       |
| 1987 | 386       |
| 1997 | 410       |
| 2005 | 434       |
| 2011 | 430       |
| 2017 | 417       |
| 2023 | 388       |

## Politik

### Gemeinderat
Der Gemeinderat in Sommerloch besteht aus acht Ratsmitgliedern, die bei der Kommunalwahl 2024 in einer Mehrheitswahl gewählt wurden, und dem ehrenamtlichen Ortsbürgermeister als Vorsitzendem.

### Bürgermeister
Ortsbürgermeister ist seit 2024 Bernhard Boos.
Sein Vorgänger war Thomas Haßlinger, der das Amt bis 2024 ausübte.
Bei der Kommunalwahl 2019 war er in seinem Amt bestätigt worden.

## Wirtschaft und Infrastruktur
Im Süden verläuft die Bundesstraße 41. In Bad Kreuznach ist ein Bahnhof der Bahnstrecke Bingen–Saarbrücken.